# 渋沢篤二
渋沢 篤二（しぶさわ とくじ、正字体：澁澤 篤二、1872年11月16日〈明治5年10月16日〉 - 1932年〈昭和7年〉10月6日）は、日本の実業家、澁澤倉庫取締役会長。族籍は東京府華族。

## 生涯

### 家族
東京府出身。子爵・渋沢栄一の次男（嫡男）で渋沢武之助、渋沢正雄、渋沢秀雄の異母兄。子爵・渋沢敬三、渋沢信雄、渋沢智雄の父。渋沢雅英、服部黎子、渋沢裕、渋沢彰、渋沢芳昭の祖父。

### 幼少期・青年期
1872年11月16日、渋沢栄一と妻の千代の次男（嫡男）として神田裏神保町にて生まれる（1862年に誕生した栄一の長男の市太郎は夭逝していた）。1876年、渋沢家が深川福住町に転居。1882年、9歳の時に母千代が病没、姉たちに育てられる。1886年、深川福住町の渋沢邸に寄宿する篤二と同世代の青年たちの勉学と成果発表の場として、篤二を社長とする龍門社が結成され、『龍門雑誌』の刊行を始める。
学習院を経て、熊本第五高等中学校に学ぶが、1892年に病のため退学する。家長である父の栄一より、栄一の郷里の血洗島で蟄居謹慎という処分を命じられる。1893年、帰京後は家庭に良師を招聘して、英漢および法律経済の学を修める。
1895年、公家華族の橋本伯爵家の敦子と結婚する。妻となる敦子の父は羽林家の公卿出身の元老院議官を務めた伯爵橋本実梁。
1896年、長男の敬三（子爵、大蔵大臣）が誕生する。1897年、栄一が邸宅内の土蔵群を用い、澁澤倉庫部を創業すると、倉庫部長となる。
1898年、二男の信雄（実業家、商人）が誕生する。1899年、義兄の穂積陳重に随行し欧米諸国を歴遊して、その制度文物を視察する。帰朝後に第一銀行検査役に就く。
1901年、三男の智雄（実業家）が誕生する。1906年、東京毛織物株式会社の創立に際し、取締役に挙げられる。1909年、渋沢家直営事業の澁澤倉庫部が、渋沢家と第一銀行の出資により澁澤倉庫株式会社に改組されると、初代取締役会長となる。

### 廃嫡
1911年、篤二と芸者玉蝶のスキャンダルが表面化する。1912年1月、篤二の廃嫡方針が渋沢同族会で決定される。1913年1月、篤二の廃嫡が正式に届出され、澁澤倉庫取締役会長も退任する。『東京朝日新聞』は「澁澤男（爵）の廢嫡訴訟 篤二氏身體繊弱の故を以て」という見出しで「篤二氏は明治40年3月頃より脳神経を病み、暫く治療服薬する内腎臓炎を併発し、それよりやや異状を呈し時折暴言を吐くなどの事があった」などと伝えている。栄一は、1915年、渋沢同族会を渋沢同族株式会社に改組し、篤二に代わり跡継ぎとなった嫡孫・敬三を社長とし、翌1916年には第一銀行頭取も退任し完全に引退する。

### 晩年
1922年、長男の敬三が木内登喜子と結婚する。同年、篤二は澁澤倉庫に専務取締役として復帰、監査役を経て、1927年再度、取締役会長に就任し終生、経営の重責に当たる。
1925年には長男の敬三に篤二の初孫となる雅英が生まれる。晩年は長男・敬三の子供の雅英、紀美、紀子や三男・智雄（1928年結婚）の子供の芳昭（渋澤健の父）、芳則など多数の孫にも恵まれ穏やかな晩年を過ごした。
父の栄一逝去の翌年となる1932年の夏に健康をそこない、以来引きこもりもっぱら療養に努めるが、10月6日に重態になり、同日午後3時に永眠する。満59歳没（享年61）。墓所は渋沢子爵家代々の墓所がある谷中霊園にある。
敬三による私家版『瞬間の累積 渋沢篤二明治後期撮影写真集』を、自身が没する1963年秋に発行した。

## 略歴
- 1872年、11月16日に渋沢栄一と妻・千代の次男として生まれる。父の栄一から「篤二（）」という名前を名づけられる。
- 1882年、母の千代と死別。
- 1895年、橋本敦子と結婚。妻となる敦子の父は羽林家の公卿出身の元老院議官を務めた伯爵橋本実梁。
- 1896年、長男・敬三（子爵、大蔵大臣）が誕生。
- 1898年、次男・信雄（実業家、商人）が誕生。
- 1901年、三男・智雄（実業家）が誕生。
- 1909年、澁澤倉庫会長となる。
- 1913年、廃嫡となる。これにより篤二の長男・敬三が嫡孫として渋沢家跡継ぎとなった。
- 1922年、澁澤倉庫専務取締役に復帰。
- 1925年、長男・敬三夫妻に篤二夫妻の初孫となる雅英誕生。
- 1927年、再度澁澤倉庫会長に就任。
- 1932年、10月6日に永眠。享年61（満59歳没）。墓所は渋沢子爵家代々の墓所がある谷中霊園にある。

## 人物
- 趣味は義太夫、常磐津、清元、小唄、謡曲、写真、記録映画、乗馬、日本画、ハンティング、犬の飼育と多岐にわたる[7]。住所は東京市深川区福住町から、芝区三田綱町[1][4][5]、同区白金三光町[3]。旧渋沢家住宅も参照。
- 異母弟の秀雄は篤二について「長兄は好きなセッターの優良種を数匹飼ったり、気の合った知友を夕食に招いたり、生活を楽しむことだけが商売みたいな、世にも気楽な一生を送った」と述べている[7]。
- 佐野眞一は篤二を「巨人栄一の重圧から逃げるため放蕩に走った悲劇の人物」と評している[7]。
- 鹿島茂は栄一による篤二廃嫡は、栄一嫡子系姻族（同母姉の婚家）の穂積家・阪谷家と篤二に親しい庶子系姻族（母方親族かつ異母姉妹の婚家）の尾高家・大川家との争い、あるいは篤二家・穂積家・阪谷家ら先妻千代の子の家族と武之助、正雄、秀雄ら後妻兼子の子の家族の間での将来の家督争いを懸念して、篤二長男の敬三を栄一存命中に一族の長の後継に指名し、親族内の争いの芽を未然に摘むための措置をとったのではなかったかと述べている[11]。

## 家族・親族

### 父母

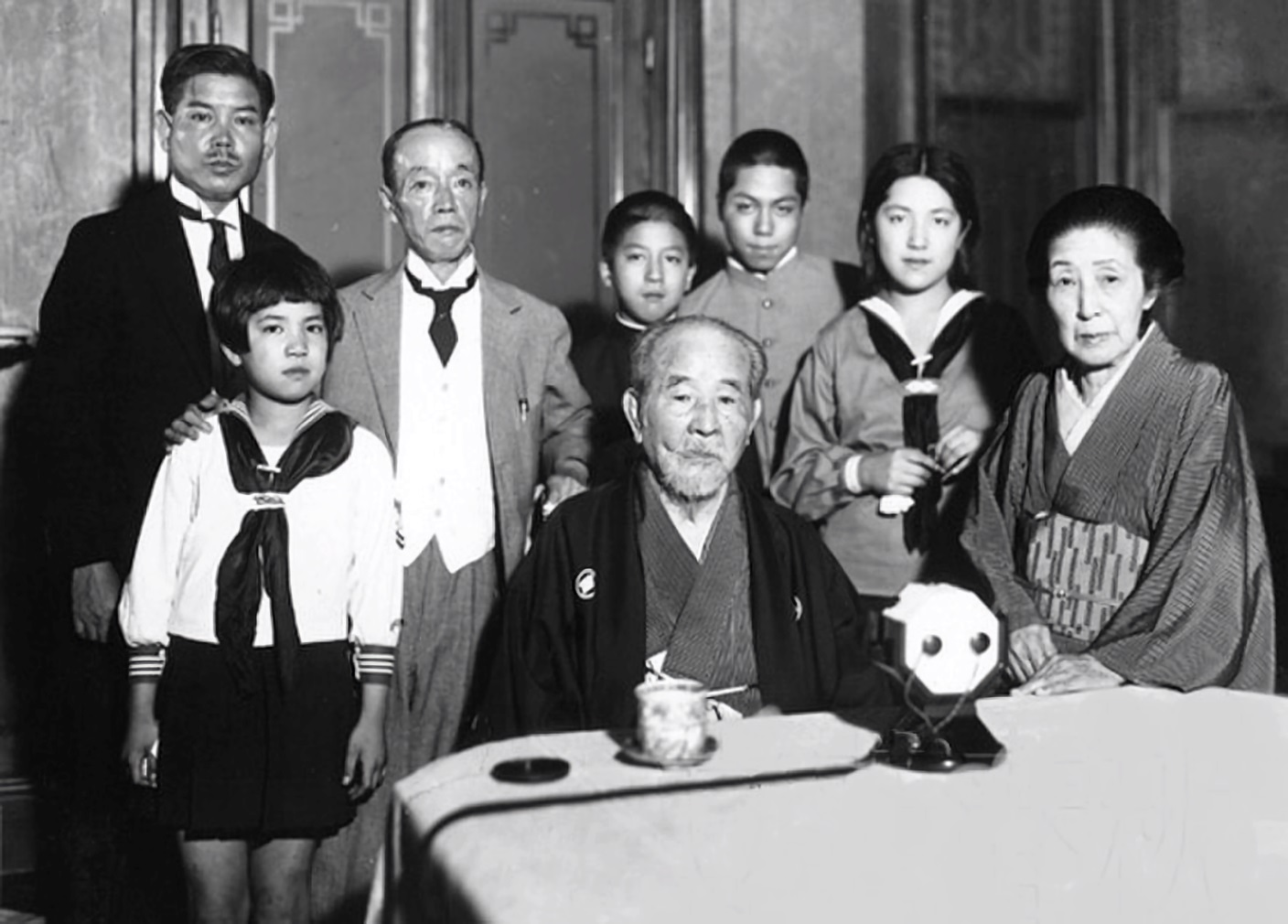
1931年、栄一が中国水害への義援金募集をラジオで呼びかけた際の写真。左から3番目に渋沢篤二、中央に栄一、右端が兼子。

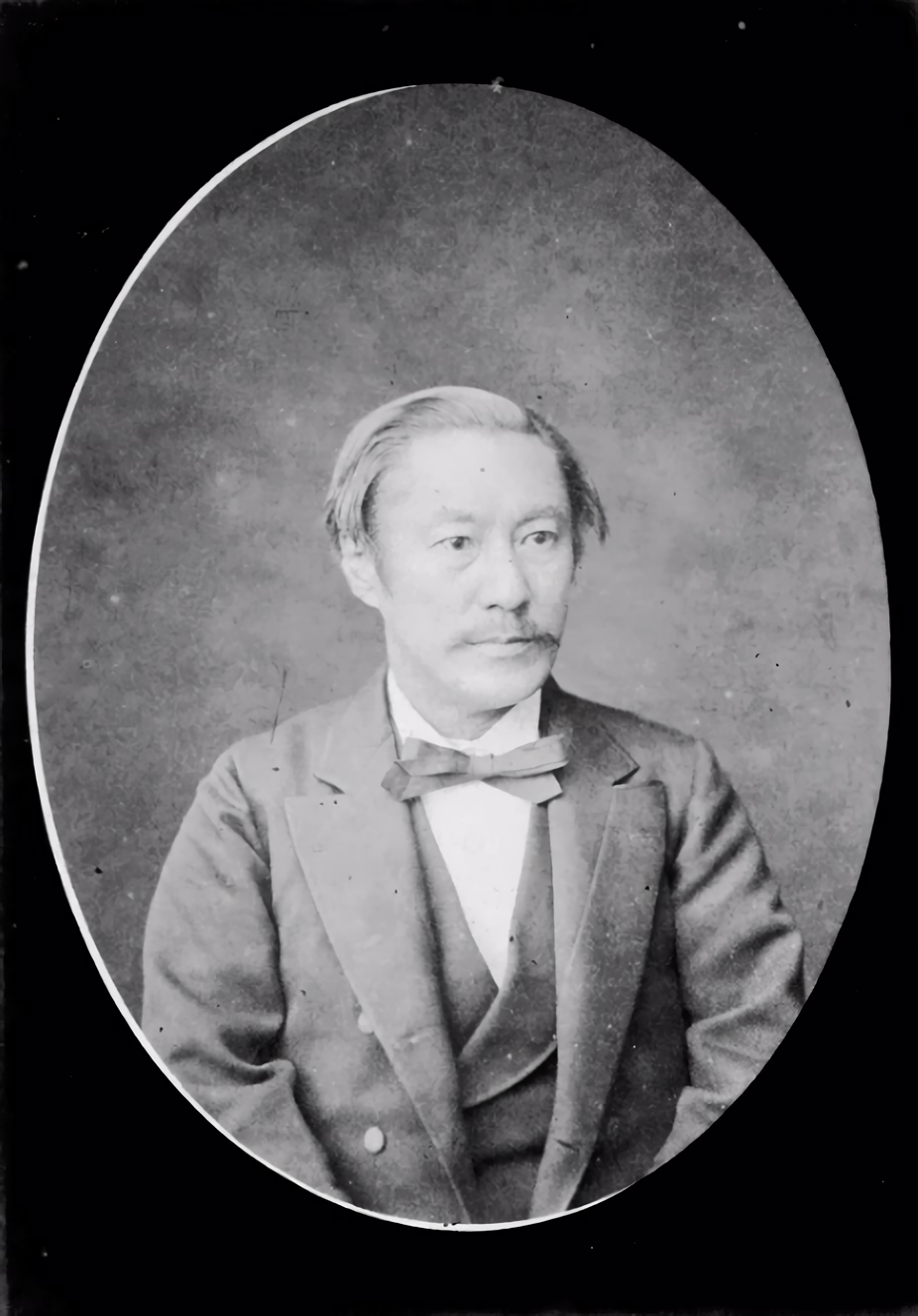
義父の橋本実梁。

- 父・栄一（1840–1931） - 子爵、第一銀行頭取、東京市養育院長。住所は東京市深川区福住町から、日本橋区兜町、東京府北豊島郡滝野川町西ケ原[5]。
- 母・千代（1841–1882） - 尾高惇忠の妹、栄一の従妹。栄一同郷幼馴染み、篤二の実母、コレラに罹患し40歳にて逝去。
- 継母・兼子（1852–1934） - 栄一の後妻。

### 妻子

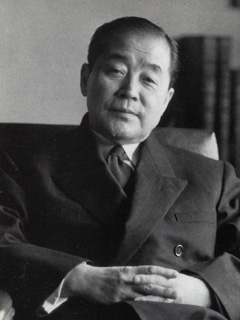
長男の渋沢敬三。

- 妻・敦子（1880–1943） - 伯爵・橋本実梁の娘で、橋本実頴の妹[5] - 夫篤二の廃嫡が正式に決まった直後に敬三ら3人の子供を連れて三田綱町の屋敷を出て、数年間にわたり本郷西方町、高輪車町、駒込神明町などの小さな借家を転々とする[7]。
- 長男・敬三[3]（1896–1963） - 子爵、渋沢同族社長[12]、澁澤倉庫取締役、第一銀行副頭取、日本銀行総裁、大蔵大臣。東京市深川福住町生まれ[6]。
- 二男・信雄[3]（1898–1967） - 福本書院、独逸書輸入書籍商[12]、澁澤倉庫監査役。東京市深川福住町生まれ。
- 三男・智雄[3]（1901–1947） - 澁澤倉庫常務取締役。東京市深川福住町生まれ。

### 孫
- 孫・雅英[3]（1925–）-敬三の長男、篤二の初孫。現渋沢家当主、渋沢栄一記念財団初代理事長（現在は相談役）、MRAハウス理事（元理事長）。2023年1月の鮫島純子の死去により[13]生前の栄一と面識ある存命子孫は雅英1人のみとなっている。
- 孫・紀子[3]（1930–）-敬三の長女。渋沢家ゆかりの佐々木一族である佐々木繁弥に嫁ぐ。
- 孫・黎子[3]（1933–）-敬三の次女。微生物学者。
- 孫・裕[3]（1932–）-信雄の長男。元ソニー取締役。

- 孫・彰[3]（1936–）-信雄の次男。著述家､翻訳家。
- 孫・芳昭[3]（1929–）-智雄の長男。実業家。

### 曾孫
- 曾孫・田鶴子（1952–）-雅英の長女（長男・敬三の孫）。渋沢栄一記念財団理事、MRAハウス評議員。
- 曾孫・雅明（1954–2016）-雅英の長男（長男・敬三の孫）。
- 曾孫・健（1961–）-芳昭の長男（三男・智雄の孫）。実業家、コモンズ投信株式会社創業会長、シブサワ・アンド・カンパニー株式会社創業CEO。

### 弟および姉妹の夫（従兄を含む）
- 千代を母とする姉（歌子、琴子）の夫
  - 穂積陳重（1855–1926） - 男爵、法学者、東京大学法学部長、枢密院議長。姉歌子（1863–1932）の夫
  - 阪谷芳郎（1863–1941） - 子爵、官僚、大蔵大臣、東京市長、貴族院議員。姉琴子（1870–1939）の夫
- 栄一の妾大内くにを母とする姉妹（文子、照子）の夫、かつ篤二の母方従兄
  - 尾高次郎（1866–1920） - 実業家、東洋生命社長、武州銀行頭取。姉文子（1871–?）の夫
  - 大川平三郎（1860–1936） - 実業家、富士製紙社長、武州銀行頭取、貴族院議員。妹照子（1875–1927）の夫
- 栄一の後妻兼子を母とする弟
  - 渋沢武之助（1886–1946） - 実業家、石川島飛行機製作所社長
  - 渋沢正雄（1888–1942） - 実業家、石川島造船所専務、日本製鉄副社長
  - 渋沢秀雄（1893–1984）- 文筆家、実業家、田園都市開発取締役、東宝取締役会長
- 栄一の後妻兼子を母とする妹の夫
  - 明石照男（1881–1956） - 実業家、第一銀行頭取。妹愛子（1890–1977）の夫

## 登場作品
- 青天を衝け（NHK大河ドラマ、2021年、演 : 泉澤祐希）